# جون فرينش (لاعب هوكي جليد)
جون فرينش هو لاعب هوكي جليد كندي، ولد في 25 أغسطس 1950 في أوريليا في كندا.

## وصلات خارجية
- جون فرينش على موقع HockeyDB.com (الإنجليزية)